# Скеєнь (Румунія)
Скеєнь, Скеєні (рум. Scăeni) — село у повіті Бузеу в Румунії. Входить до складу комуни Бозіору.
Село розташоване на відстані 109 км на північ від Бухареста, 39 км на північний захід від Бузеу, 123 км на захід від Галаца, 71 км на південний схід від Брашова.

## Населення
За даними перепису населення 2002 року у селі проживали 84 особи, усі — румуни. Усі жителі села рідною мовою назвали румунську.